# Rhipidia hypomelania
Rhipidia hypomelania là một loài ruồi trong họ Limoniidae. Chúng phân bố ở miền Cổ bắc.